# Anton Amand Paudler
Anton Amand Paudler, OSA (8. října 1844 Kamenická Nová Víska – 10. listopadu 1905 Praha), byl římskokatolický duchovní, člen augustiniánského řádu a vlastivědec.

## Život
Studoval na českolipském gymnáziu, které vedli členové augustiniánského řádu. Po gymnaziálních studiích sám do augustiniánského řádu vstoupil, v Praze studoval teologii a byl vysvěcen na kněze. Poté byl umístěn do českolipského kláštera a působil jako pedagog na gymnáziu, kde sám kdysi studoval.
Kromě pedagogické činnosti se věnoval regionální vlastivědě a psal odborné statě, které později vydal tiskem. V roce 1878 stál u zrodu vlastivědného Excursionsclubu. Společně s malířem Augustem Frindem (1852–1924) procestoval severočeskou část turistické cesty Kammweg, o čemž napsal knihu Der neue Kammweg vom Jeschken zum Rosenberg. Zemřel v roce 1905. Dva roky po jeho smrti mu byl v českolipském městském parku odhalen pomník (dnes již nedochovaný).